# 中野瑞樹
中野 瑞樹（なかの みずき、1976年〈昭和51年〉-）は、日本のフルーツ研究家、一般社団法人毎日フルーツ200g推進協会代表。

## 来歴・人物
和歌山県生まれ。京都大学農学部を卒業後、大学院修士課程を修了（農学修士）。学生時代は砂漠などの緑化の研究をしており、地球温暖化対策として二酸化炭素を取り込むことができる樹木、中でも果樹の栽培は生産者の収入につながり、荒地が果樹園になると好循環が生まれることから、環境問題に対するフルーツの可能性を見出す。アメリカ国立海洋大気庁客員研究員や東京大学工学部教員を経て、フルーツがもっと消費されれば世界で果樹園が増え、荒地が果樹園に変わっていくことで温暖化対策にも繋がる可能性があると感じ、独学でフルーツ栄養学を学び始める。1980年代にアメリカで出版された『FIT FOR LIFE』という本の中の「フルーツは完全食である」という言葉に衝撃を受け、それがのちの食生活に大きな影響を与えた。
2003年には消費啓発活動を開始。朝食はフルーツのみとし、徐々にフルーツだけで生活できるような体質に変えていく。
2009年9月28日、「フルーツ中心にほぼ果実だけの食生活」を始め、「体を張るフルーツ研究家」となる。自らを実験台として水もお茶も摂らない生活を現在も続けており、1日にフルーツだけで2kgほど食している。自らが実験台となることで、フルーツの食べ過ぎについても調べようとしていて、バランスよく食べることの重要性は承知の上、命懸けで取り組んでいる。
実験を始める前の4ヶ月間は、死ぬまでに食べておきたいものを探し、一つずつお別れをしていった。水やお茶を一切摂らないため、外出や出張の際は必ずフルーツを持参するようにしている。
食品ロスを減らすために、一般的には捨てられるフルーツの皮や芯などの部分を入れた、果実だけの無水スープも作るようにしている。「フルーツ中心にほぼ果実だけの食生活」は、あくまでも自己責任で実験しており、このような極端な食生活を他人に勧めるつもりはなく、将来自分が死んだ時には臓器を検体として出し、医学の発展に寄与したいと話している。
右手でフルーツの頭文字であるFの形を作る「Fポーズ」を考案し、写真に映る時は必ずこのポーズをとっている。

## 著書
書籍
- 『中野瑞樹のフルーツおいしい手帳』河出書房新社、2023年7月、ISBN：978-4-309-29321-9

寄稿
- 『果実生活 食べることで世界を救う「果実」 ──約12年間、フルーツ食を継続中』(ミツカン 水の文化センターによる2021年7月の機関誌『水の文化』68号「みずみずしい果実」にて)[6]

## 主な出演
- マツコの知らない世界（TBS）(2015年9月1日[7]、2018年4月17日[8]、2020年10月13日[9])
- 林先生が驚く初耳学!（毎日放送）
- 中居正広のミになる図書館（テレビ朝日）
- Let's天才てれびくん（NHK教育）
- 黄金卵（韓国 MBN）
- Jornal da Record（ブラジル Record TV）

ほか